# 13 kísértet
A 13 kísértet (eredeti cím: 13 Ghosts / Thirtheen Ghosts / THIR13EN Ghosts) 2001-ben bemutatott kanadai–amerikai természetfeletti horrorfilm Steve Beck rendezésében. William Castle 13 Ghosts (1960) című filmjének feldolgozása.
A főbb szerepekben Tony Shalhoub, Embeth Davidtz, Matthew Lillard, Shannon Elizabeth, Alec Roberts, Rah Digga és F. Murray Abraham látható.

## Rövid történet
Arthur, egy megözvegyült, anyagi problémákkal küszködő férfi családjával együtt váratlanul megörököl egy hatalmas házat. Az épület azonban sötét, természetfeletti titkokat rejt és Arthur családja hamarosan halálos veszélybe kerül.

## Cselekmény
Cyrus Kriticos szellemvadász, látnok asszisztense Dennis Rafikin. Egy csapat élén el akarnak kapni a Roppantó sorozatgyilkos szellemet, csakhogy emiatt több ember, köztük Cyrus is meghal. Cyrus özvegy és anyagi gondokkal küszködő unokaöccsét, Arthurt Cyrus ügyvédje, Ben Moss tájékoztatja, hogy megörökölte nagybátyja házát. Két gyermekével, Kathyvel és Bobbyval, valamint Maggie dadussal Arthur beköltözik az épületbe.
Dennis megismerkedik a családdal és körbevezeti őket a szokatlan kinézetű, latin idézeteket (Dennis szerint őrzőátkokat) tartalmazó üvegfalakból álló ingatlanban. A férfi elmondása alapján Cyrusszal tizenkét dühös szellemet ejtettek fogságba itt az átkok segítségével. Moss véletlenül beindítja a ház védelmi mechanizmusát és szabadon engedi a kísérteteket – őt magát két összecsukódó üvegajtó kettészeli. Bobby több túlvilági entitással találkozik, köztük Jean nevű édesanyjáéval is, aki egy lakástűzben vesztette életét. A fiú elveszíti eszméletét és nemsokára elhurcolják.
Dennis egy speciális, a túlvilági lényeket látni engedő szemüveget viselve igyekszik elkerülni a szellemeket. A Sakál, az egyik legveszélyesebb kísértet megtámadja Kathyt és Arthurt, de a szellemek felszabadítására vállalkozó Kalina Oretzia megmenti őket. Kathy eltűnik, Dennis, Arthur, Kalina és Maggie pedig a könyvtárba megy, ahol Arthur megtudja, halott felesége lelke is az épület foglya. Kalina elmagyarázza, hogy a ház egy gépezet, melyet a fogságba ejtett szellemek táplálnak energiával, és tulajdonosa képes látni a múltat, a jelent és a jövőt is. Az egyetlen mód a szerkezet leállítására, ha valaki szeretetből feláldozza magát és egy tizenharmadik szellemmé válik. Arthur rádöbben, neki kell ezt megtennie gyermekei életéért cserébe.
Arthur és Dennis a pincébe megy a gyerekek megkeresésére. Dennis megmenti az apa életét, de őt magát a Kalapács és a Roppantó halálra veri. Kiderül, hogy Cyrus csak eljátszotta a halálát, a házba csalva ezzel unokaöccsét és Kalina is a bűntársa volt. Cyrus megszervezte a gyerekek elrablását, elérve Arthur önfeláldozását, amely valójában nem leállítja, hanem egy tizenharmadik kísértet megszületése által aktiválja a szerkezetet. Cyrus megöli Kalinát és megidézi a szellemeket, hogy beindítsa a gépet.
A főcsarnokban Arthur szemtanúja lesz, ahogy a tizenkét szellem körbeáll egy forgó fémgyűrűkből álló óraművet, melynek közepén gyermekei estek fogságba. Rátámad Cyrusra, eközben Maggie megpiszkálja a gép irányítópaneljét, szabadon engedve a szellemeket és üzemzavart okozva. A szellemek a forgó gyűrűk közé hajítják Cyrust, cafatokra tépve a férfi testét. Dennis kísértetének bátorítására Arthurnek sikerül egy darabban a gép közepébe ugrania és megoltalmaznia gyermekeit. Az épület falai összetörnek, a gép elpusztítja önmagát és a fogságban lévő lelkek is felszabadulnak. Jean szelleme elmondja a családnak, hogy szereti őket, majd ő is köddé válik. Maggie dühösen kijelenti, hogy otthagyja állását, mialatt a család elhagyja a ház romjait.

## Szereplők
| Színész           | Szerep          | Magyar hang      |
| ----------------- | --------------- | ---------------- |
| Tony Shalhoub     | Arthur Kriticos | Székhelyi József |
| Embeth Davitz     | Kalina Oretzia  | Tóth Enikő       |
| Matthew Lillard   | Dennis Rafkin   | Csőre Gábor      |
| Shannon Elizabeth | Kathy Kriticos  | Ábel Anita       |
| Alec Roberts      | Bobby Kriticos  | Baradlay Viktor  |
| Rah Digga         | Maggie Bess     | Varga Zsuzsa     |
| F. Murray Abraham | Cyrus Kriticos  | Dózsa László     |
| J.R. Bourne       | Ben Moss        | Király Attila    |
| Matthew Harrison  | Damon           | Kapácsy Miklós   |

### A kísértetek
| Szerep                              | Színész           |
| ----------------------------------- | ----------------- |
| Az Elsőszülött fiú                  | Mikhael Speidel   |
| A Törzs                             | Daniel Wesley     |
| A Megkötözött nő                    | Laura Mennell     |
| A Szomorú szerelmes                 | Kathryn Anderson  |
| A Széttépett herceg                 | Craig Olejnik     |
| A Dühös hercegnő                    | Shawna Loyer      |
| A Zarándoknő                        | Xantha Radley     |
| A Hatalmas gyermek és a Gonosz anya | C. Ernst Harth    |
| A Hatalmas gyermek és a Gonosz anya | Laurie Soper      |
| A Kalapács                          | Herbert Duncanson |
| A Sakál                             | Shayne Wyler      |
| A Roppantó                          | John DeSantis     |

## Bemutató és fogadtatás

### Bevételi adatok
Az Amerikai Egyesült Államokban 2001. október 26-án mutatták be, a nyitó héten a második helyezést érte el a mozikban, 15 165 355 dollár bevétellel. Tíz hétig volt műsoron, ezalatt az Államokban 41 867 960, világszerte összesen pedig 68 467 960 dollár bevételt szerzett.

### Kritikai visszhang
A filmet többnyire negatívan fogadták a kritikusok. Dicsérték ugyan a látványtervezést, de bírálták a filmet a félelmetesség hiánya és a villódzó fényeffektek túlzott használata miatt.

## Fordítás
- Ez a szócikk részben vagy egészben  a   Thirteen Ghosts című angol Wikipédia-szócikk fordításán alapul.  Az eredeti cikk szerkesztőit annak laptörténete sorolja fel. Ez a jelzés csupán a megfogalmazás eredetét és a szerzői jogokat jelzi, nem szolgál a cikkben szereplő információk forrásmegjelöléseként.